# 張美人 (後涼)
张美人（386年—399年），中国十六国时代後凉隐王吕绍的妻子，吕绍继承父亲吕光的王位，没有几天，就被吕纂逼死。当时张氏只有十四岁，便自请出家，为尼師。吕隆见她美丽，想要奸污她，张氏说：“钦乐至道，誓不受辱。”遂在跳楼自杀，二腿俱折，口诵佛经，俄然而死。